# Union City (pel·lícula)
Union City és una pel·lícula de misteri i crim neo-noir estatunidenca del 1980 dirigida per Marcus Reichert i protagonitzada per Deborah Harry, Dennis Lipscomb, i Everett McGill. Basada en la narració "Union City: The Corpse Next Door" de Cornell Woolrich, la pel·lícula es va estrenar al 33è Festival Internacional de Cinema de Canes el 17 de maig de 1980, abans d'estrenar-se a la ciutat de Nova York el 26 de setembre de 1980 i a Los Angeles el 5 d'agost de 1981.

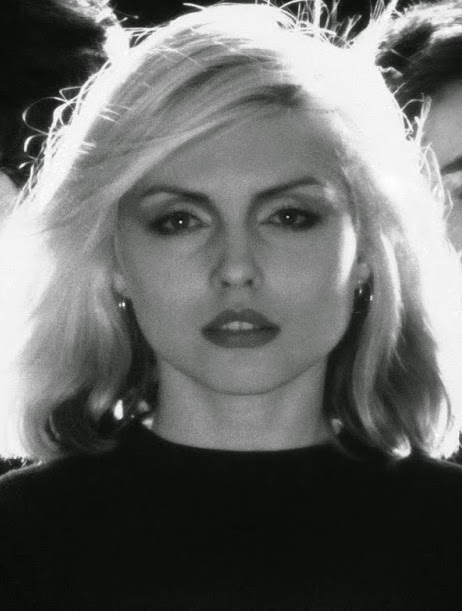
Debbie Harry

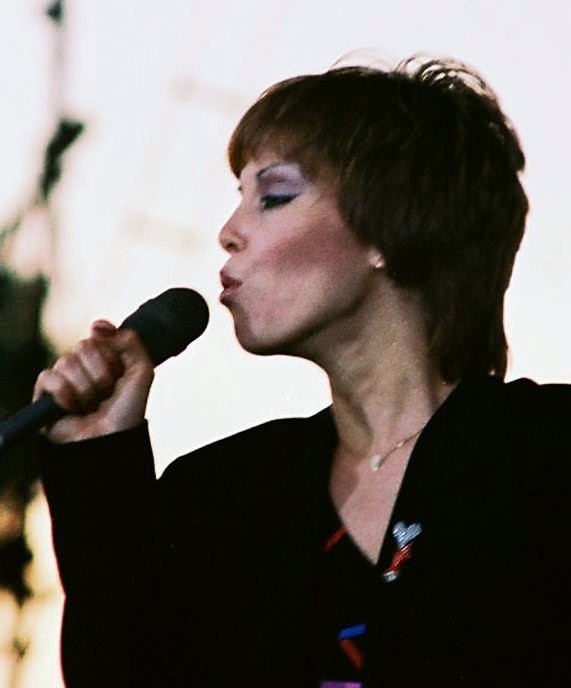
Pat Benatar

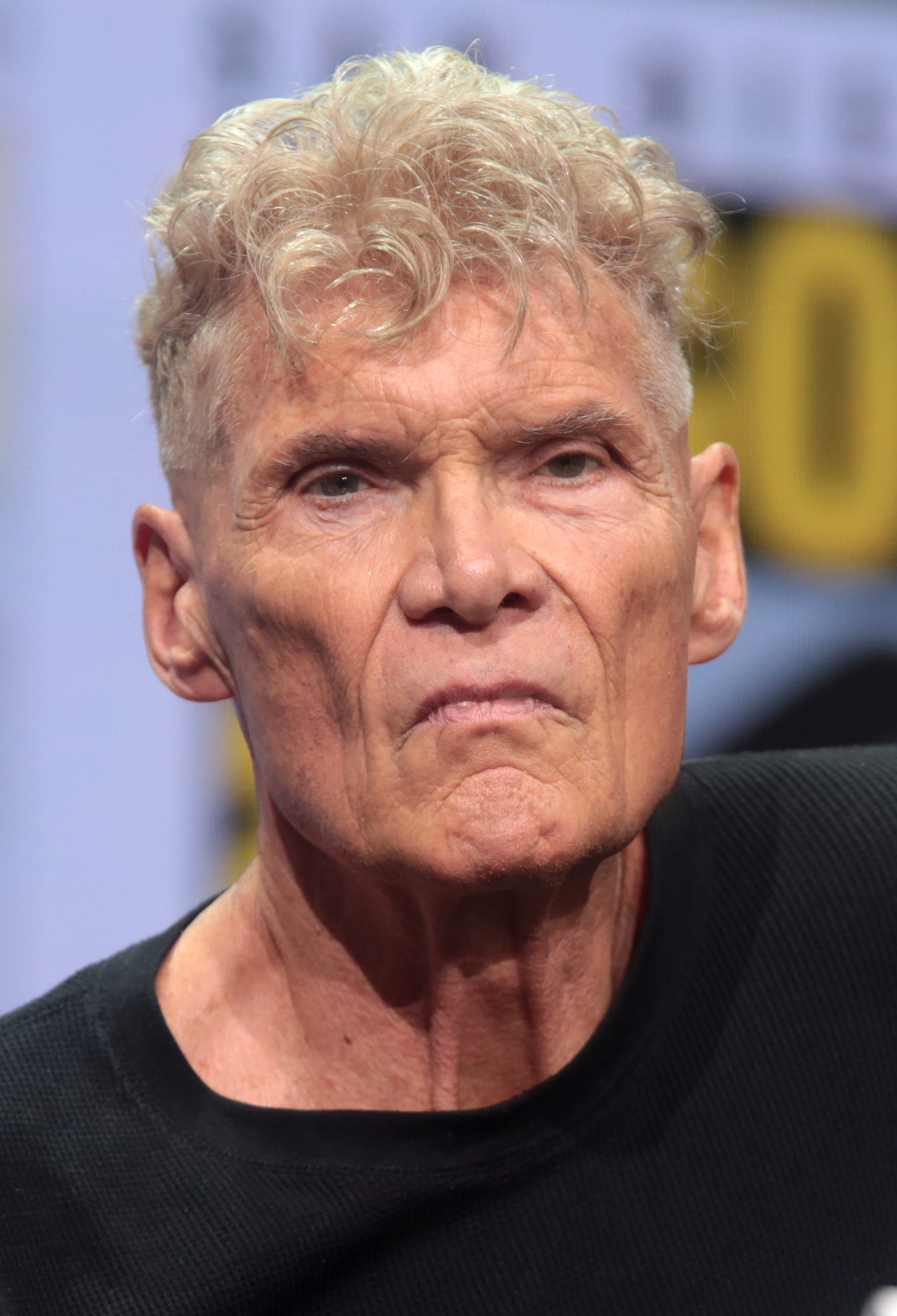
Everett McGill

## Argument
El 1953, Harlan és un comptable reprimit i tenaç que viu en un bloc d'apartaments amb la seva bella i descurada dona Lillian. S'obsessiona amb descobrir qui està bevent de les ampolles de llet que queden fora del seu apartament cada matí, així que lliga un cordó a una ampolla que l'avisarà quan la prenguin, i a través d'això troba que el culpable és un veterà de guerra sense sostre. El vagabund es disculpa però l'obsessiu Harlan l'ataca, colpejant-lo i sembla que li trenca el crani. En pànic amaga el cos darrere del llit plegable en un altre apartament buit davant del seu.
El comportament d'Harlan es fa cada cop més irracional, allunyant a Lillian d'ell i llançant-lo als braços del supervisor d'edificis Larry Longacre (McGill); creu que un altre resident trastornat conegut com la Contessa està planejant fugir amb ell, i deixa els possibles residents fora de l'habitació on va amagar el cos del vagabund amb el seu comportament estrany.
No obstant això, finalment una parella de nuvis joves, l'Alphonse i la Jeanette Flourescu es van mudar. Harlan intenta dissuadir l'Alphonse d'obrir el llit però no té èxit. L'Alphonse mira el llit sagnant però buit mentre un Harlan aterrit es llança per la finestra de l'apartament fins a la seva mort al carrer de sota. Una multitud s'agrupa al voltant del seu cos, observat breument pel vagabund, viu amb el cap embenat.

## Repartiment
- Deborah Harry com a Lillian
- Dennis Lipscomb com a Harlan
- Everett McGill com a Larry Longacre
- Irina Maleeva com La Contessa
- Pat Benatar com a Jeanette Florescu
- Tony Azito com Alphonse Florescu
- Sam McMurray com a Young Vagrant
- Cynthia Crisp com a Wanda
- Taylor Mead com a Walter
- Paul Andor com a Ludendorff
- Arthur McFarland com el Sr. Lewis
- CCH Pounder com la Sra. Lewis

## Producció
La pel·lícula va protagonitzar Everett McGill, Dennis Lipscomb i Debbie Harry, cantant del grup Blondie. La banda era relativament desconeguda als Estats Units en el moment de l'elecció de Harry, però això va canviar quan "Heart of Glass" va assolir el número u als Estats Units a mig camí del rodatge. Tal com va recordar més tard el director Marcus Reichert, se li va prohibir cantar a la banda sonora de la pel·lícula per motius contractuals, però les seves experiències van portar a l'enregistrament de la cançó de Blondie "Union City Blue". Reichert també va incloure la cantant Pat Benatar, que aviat farà un gran avenç a les llistes pop, en un paper destacat. La parella de Harry, també membre de Blondie Chris Stein, va interpretar la partitura original de la pel·lícula.
El conte escrit per Cornell Woolrich està ambientat a la dècada de 1930, però Reichert el va traslladar al 1953, perquè considerava que el període oferia més possibilitats psicològiques per a la seva interpretació del material. Amb l'encoratjament del productor original de la pel·lícula, Monty Montgomery, va escriure el guió en vuit dies. Union City es va rodar al carrer 27 de Summit Avenue a Union City, i al carrer 48 i Hudson Avenue, el març de 1979. Tot i que va ser aclamada com "una obra mestra sense qualificació" pel crític Lawrence O'Toole quan va aparèixer a la Quinzena dels Directors a Canes el 1980, i United Artists es va oferir a distribuir la pel·lícula acabada de Reichert, la pel·lícula va ser retallada pels coproductors Kinesis Ltd., que van decidir ser el distribuïdor estatunidenc, per tal d'obtenir una qualificació PG. Reichert creu que el material extirpat va ser destruït quan l'edifici del Movielab, on s'emmagatzemava la pel·lícula, va ser venut a Arriflex. Union City ha estat llançat en DVD per Tartan Video i Sony Pictures Home Entertainment. La pel·lícula està sota contracte amb MGM/UA Pictures.